# WWE Smackville
WWE Smackville foi um evento ao vivo de wrestling profissional e evento da WWE Network, produzido pela WWE para a sua divisão da marca SmackDown. O evento aconteceu em 27 de julho de 2019, na Bridgestone Arena em Nashville, Tennessee.
Nove lutas foram disputadas no evento, três das quais foram exibidas no especial de uma hora da WWE Network. No evento principal da parte televisionada do show, Kofi Kingston derrotou Dolph Ziggler e Samoa Joe para reter o WWE Championship.

## Histórias
| Função:              | Nome:          |
| -------------------- | -------------- |
| Comentaristas        | Tom Phillips   |
| Comentaristas        | David Otunga   |
| Anunciador de ringue | Greg Hamilton  |
| Árbitros             | Danilo Anfibio |
| Árbitros             | Ryan Tran      |

O card foi composto por nove lutas, três das quais foram mostradas para o especial de uma hora da WWE Network. As lutas resultaram de enredos com roteiro, onde os lutadores retratavam vilões, heróis ou personagens menos distintos em eventos roteirizados que criaram tensão e culminaram em uma luta ou série de lutas, com resultados predeterminados pelos escritores da WWE na marca SmackDown. As histórias foram produzidas no programa semanal de televisão da WWE, SmackDown Live.
No episódio de 21 de maio do SmackDown, Dolph Ziggler, que estava inativo desde o evento Royal Rumble de janeiro, voltou de surpresa e atacou Kofi Kingston. Ziggler, um wrestler do Raw que apareceu através da wild card rule, explicou mais tarde que deveria ter sido ele a ter oportunidade de ir para a WrestleMania 35 e ganhar o WWE Championship em vez de Kingston. Ziggler, que por sua vez foi transferido para o SmackDown, depois perdeu para Kingston no Super ShowDown e no Stomping Grounds. No Raw de 24 de junho, depois que Kingston derrotou Kevin Owens e Sami Zayn em lutas individuais consecutivas, Kingston foi atacado aleatoriamente por Samoa Joe do Raw, que aplicou um "uranage" em Kingston. Enquanto os árbitros cuidavam do campeão, Joe voltou e aplicou o "Coquina Clutch" em Kingston. Kingston derrotaria Joe no Extreme Rules. Em 18 de julho, uma luta Triple Threat pelo WWE Championship entre os três lutadores foi anunciada para o Smackville.
No Money in the Bank, Bayley venceu a luta de escadas feminina do Money in the Bank e, mais tarde naquela noite, descontou o contrato em Charlotte Flair para vencer o SmackDown Women's Championship. No episódio de 4 de junho do SmackDown, Flair competiu em uma luta Triple Threat contra Carmella e Alexa Bliss do Raw, que apareceu pela regra do wild card, a fim de ganhar uma revanche contra Bayley pelo título no Stomping Grounds. Bliss, no entanto, venceu a luta, portanto, Bliss ganhou a luta pelo título no Stomping Grounds, mas foi derrotada. Bliss e Cross então enfrentaram Bayley no Extreme Rules em uma luta  handicap 2-contra-1 pelo título, mas as duas foram derrotadas por Bayley. Em 18 de julho, uma luta Triple Threat pelo SmackDown Women's Championship entre Bayley, Flair e Bliss foi anunciada para o Smackville, embora esta luta não tenha sido exibida no especial da WWE Network.
Durante o pré-show do Extreme Rules, Shinsuke Nakamura derrotou Finn Bálor para vencer o Intercontinental Championship. Uma revanche foi marcada mais tarde para o Smackville; no entanto, Bálor foi removido da luta em 27 de julho após sofrer uma lesão não revelada e foi substituído por Ali.
Além das lutas, também foi anunciada no show uma apresentação musical de Elias.

## Resultados
| Nº                                          | Resultados                                                                                       | Estipulações                                            | Tempo |
| ------------------------------------------- | ------------------------------------------------------------------------------------------------ | ------------------------------------------------------- | ----- |
| Dark                                        | The New Day (Big E e Xavier Woods) (c) derrotaram The B-Team (Bo Dallas e Curtis Axel)           | Luta de duplas pelo WWE SmackDown Tag Team Championship | 13:48 |
| Dark                                        | Aleister Black derrotou Andrade (com Zelina Vega)                                                | Luta individual                                         | 12:06 |
| 3                                           | Shinsuke Nakamura (c) derrotou Ali                                                               | Luta individual pelo WWE Intercontinental Championship  | 8:05  |
| 4                                           | Kevin Owens derrotou Elias                                                                       | Luta individual                                         | 4:10  |
| 5                                           | Kofi Kingston (c) derrotou Dolph Ziggler e Samoa Joe                                             | Luta triple threat pelo WWE Championship                | 12:15 |
| Dark                                        | Heavy Machinery (Otis e Tucker) derrotaram AOP (Akam e Rezar)                                    | Luta de duplas                                          | 8:04  |
| Dark                                        | The IIconics (Billie Kay e Peyton Royce) (c) derrotaram The Kabuki Warriors (Asuka e Kairi Sane) | Luta de duplas pelo WWE Women's Tag Team Championship   | 16:24 |
| Dark                                        | Sami Zayn derrotou Apollo Crews                                                                  | Luta individual                                         | 9:15  |
| Dark                                        | Bayley (c) derrotou Charlotte Flair e Alexa Bliss                                                | Luta triple threat WWE SmackDown Women's Championship   | 12:59 |
| (c) – Refere-se aos campeões antes da luta. |                                                                                                  |                                                         |       |